# Пйотровиці (Західнопоморське воєводство)
Пйотровиці (пол. Piotrowice, нім. Peterfitz) — село в Польщі, у гміні Диґово Колобжезького повіту Західнопоморського воєводства.
Населення — 696 осіб (2011).

## Демографія
Демографічна структура станом на 31 березня 2011 року:
|          | Загалом | Допрацездатний вік | Працездатний вік | Постпрацездатний вік |
| -------- | ------- | ------------------ | ---------------- | -------------------- |
| Чоловіки | 339     | 64                 | 237              | 38                   |
| Жінки    | 357     | 77                 | 183              | 97                   |
| Разом    | 696     | 141                | 420              | 135                  |